# Wojewodowie wendeńscy

## Wojewodowiewojewództwa wendeńskiegoI Rzeczypospolitej
| Monarcha                                 | # | Wojewoda                                 | Portret | Herb | Lata sprawowania urzedu | Lata życia                                |
| ---------------------------------------- | - | ---------------------------------------- | ------- | ---- | ----------------------- | ----------------------------------------- |
| Zygmunt III Waza                         | 1 | Jerzy Farensbach niem. Jürgen Farensbach |         |      | 1598–1602               | 1551– 18 maja 1602, Fellin                |
| Zygmunt III Waza                         | 2 | Maciej Dembiński                         |         |      | 1602–1606               | zm. 1606                                  |
| Zygmunt III Waza                         | 3 | Krzysztof Słuszka                        |         |      | przed 1609–1620         | zm. 1620                                  |
| Zygmunt III Waza                         | 4 | Teodor Denhoff                           |         |      | 1620–1622               | zm. 8 listopada 1622                      |
| Zygmunt III Waza/ Władysław IV Waza      | 5 | Joachim Tarnowski                        |         |      | 1627–1641               | 1571–1652                                 |
| Władysław IV Waza                        | 6 | Tomasz Sapieha                           |         |      | 1641–1643               | przed 1598 – przed 8 kwietnia 1646, Wilno |
| Władysław IV Waza/ Jan II Kazimierz Waza | 7 | Mikołaj Korff                            |         |      | 1643–1659               | zm. 1659                                  |
| Jan II Kazimierz Waza                    | 8 | Aleksander Morsztyn                      |         |      | 1659–1660               | zm. 1660                                  |